# Jana Ressel
Jana Ressel (* vor 1980) ist eine deutsche Choreografin.

## Leben
Jana Ressel erhielt ihre Ausbildung in Musik (Violine), im Klassischen Tanz, Modernen Tanz, Pädagogik und Choreografie in Lübeck, an der Hochschule für Musik und Theater in Leipzig sowie an der Palucca Schule Dresden (Diplomabschluss).
Studienaufenthalte führten sie nach New York und Wien. Jana Ressel arbeitete als Tänzerin in verschiedenen Tanzcompanies und mit Choreografen in Leipzig, Weimar und Frankfurt am Main. Seit 1999 entstanden eine Reihe von eigenen Choreografien, zum Beispiel das Tanzstück „Grido“ zum Festival für Zeitgenössische Musik in Würzburg und Stücke für die Dresdner Festivals TANZherbst und Tanzwoche. Darüber hinaus produzierte sie Tanzstücke und Musik-Theaterproduktionen für das Tanztheater „Orbis Pictus“ in Weimar sowie für das LOFFT Leipzig und Inszenierungen des Blaumilchkanal e. V. Leipzig. Mit einem Stipendium der Kulturstiftung Dresden der Dresdner Bank gefördert, entstand 2006/07 ihr deutsch-israelisches Tanzprojekt „LOOPS“ in Tel Aviv. 
Als freischaffende Choreografin arbeitet sie für ihre Stücke eng mit zeitgenössischen Komponisten und deren Kompositionen zusammen, u. a. András Hamary, Ludger Vollmer, Hartmut Dorschner, Shlomi Frige, Steffen Reinhold und Friedemann Stolte. Die dabei entstandenen Stücke zeugen vom engen Austausch zwischen musikalischer Struktur und Tanzkomposition.
Des Weiteren arbeitet sie im Lehrauftrag für Bühnentanz und Bewegung an der Leipziger Hochschule für Musik und Theater und gibt Workshops in zeitgenössischen Tanz. Als Lehrbeauftragte widmet sie sich der Arbeit mit Studenten der Gesangs- und Schauspielabteilung sowie als Choreographin für Musik-Theaterproduktionen.

## Auszeichnungen
- 2006 Stipendium der Kulturstiftung Dresden der Dresdner Bank
- 2008 „Creative Resident“ der interdisziplinären Sommerwerkstatt „muse 8“ an der Palucca Schule Dresden

## Referenzprojekte/Choreographien
- 1998/99 choreographische Inszenierungen für die Kinderopern der Oper Leipzig
- 1999 Gründung der Dance-Company „Orbis Pictus“ in Weimar
- 1999–2002 Koproduktion mit dem Deutschen National Theater Weimar und dem Tanztheater „Orbis Pictus“ zu den Choreographien „Echnaton“, „Stummer Frühling“, „Zwickmühle der Zweisamkeit“
  - künstlerische Leitung der Tanzwerkstatt „Brain Move“ Weimar
- 2001 Einladung zum Festival für zeitgenössische Musik Würzburg mit der Choreographie „Grido“
- 2004 Diplomchoreographie in der Kleinen Szene der Semperoper Dresden „Schöne schnöde Welt“
- 2005 Festival TANZherbst Dresden, Co-Produktion mit Tristan Produktion in der Kleinen Szene der Semperoper „Vorbeiflug“
- 2006 „Ritual Dyonis“ Inszenierungen/Choreographie
  - „Zeitsehnen“ des Blaumilchkanal e.V. Leipzig zum Schumannjahr, sowie „Herzensnacht“ in Koproduktion mit der Hochschule für Musik und Theater Leipzig
- 2007 LOOPS, deutsch-israelische Koproduktion mit dem Tmuna Theater Tel Aviv, dem LOFFT Leipzig  und der Tanzwoche Dresden
  - Regie und Choreographie „liebesflüchtig“ Musik und Tanztheaterproduktion Schaubühne Lindenfels und Societaetstheater Dresden
- 2008 Choreographie zum Bachfest Leipzig und DansArt des Balletts Kiel
  - Choreographie zu „Mikado“ Studioinszenierung der Hochschule für Musik und Theater in Leipzig
- 2009 Choreographie zum Musiktheaterstück Momo in Leipzig am Theater der jungen Welt
  - Choreographie „Späte Blüten“ für „DansArt“ Kiel und zum Festival der Dresdner Tanzwoche